# Ch. Schmid
Ch. Schmid est un constructeur automobile français.

## Production
L’entreprise basée à Bar-le-Duc a commencé à produire des automobiles en 1900. Le nom de marque était La Lorraine. L’entreprise fabriquait des Duc biplaces, des Spider trois places, des vis-à-vis quatre places, des tonneaux quatre places et des petits camions/ fourgonnettes. La puissance du moteur de 5 HP et la vitesse de pointe pouvait atteindre 32 km/h, selon la carrosserie. La date de fondation et de dissolution n’est pas connue.